# An Viên
An Viên là một xã thuộc huyện Tiên Lữ, tỉnh Hưng Yên, Việt Nam.

## Địa lý
Xã An Viên nằm ở phía tây nam huyện Tiên Lữ, có vị trí địa lý:
- Phía đông giáp thị trấn Vương và xã Hải Thắng
- Phía tây giáp thành phố Hưng Yên
- Phía nam giáp xã Thủ Sỹ và xã Thiện Phiến
- Phía bắc giáp thị trấn Vương và xã Nhật Tân.

Xã An Viên có diện tích 5,57 km², dân số năm 2019 là 8.153 người, mật độ dân số đạt 1.465 người/km².

## Lịch sử
Trước đây, An Viên là một xã thuộc huyện Phù Tiên.
Ngày 6 tháng 11 năm 1996, Quốc hội ban hành Nghị quyết về việc chia tỉnh Hải Hưng thành 2 tỉnh Hải Dương và Hưng Yên và xã An Viên thuộc huyện Phù Tiên, tỉnh Hưng Yên.
Ngày 24 tháng 2 năm 1997, Chính phủ ban hành Nghị định 17-CP về việc chuyển xã An Viên thuộc huyện Phù Tiên về huyện Tiên Lữ mới tái lập quản lý.

## Văn hóa

### Miếu, đình Nội Lễ
Miếu Nội Lễ và Đình Nội Lễ thờ tướng nhà Đinh Trần Ứng Long, người có sáng kiến chặt tre đan thuyền, phỏng theo cách đan thúng đã phá được căn cứ của quân Đỗ Cảnh Thạc giúp Đinh Bộ Lĩnh lập ra nhà nước Đại Cồ Việt trong lịch sử. Trần Ứng Long còn được hậu thế tôn vinh là ông Tổ nghề đan thuyền và nghề sơn.

### Đền Đậu An
Đền Đậu An là nơi thờ Ngọc Hoàng Thượng đế cùng các thiên thần. Truyền thuyết dân gian thì Ngọc Hoàng Thượng đế vốn người trần, có tên húy là Trương Hữu Nhân, là trang chủ Trương Gia Loan. Vì có tính khiêm nhường và kiên nhẫn, ông được gọi là Trương Bách Nhẫn; do hay giúp đỡ người khác, tu luyện thành tiên nên ông được gọi là Đại Quý Nhân. Trương Hữu Nhân có một vợ họ Vương, tức Tây Vương Mẫu và có chín con trai.
Theo thần tích đền Đậu An, vào trước Công Nguyên có thiên tiên, địa tiên mở cổng trời xuống hướng dẫn nhân dân khai phá vùng sình lầy, dạy cách săn bắn, hái lượm và trồng lúa nước. Ngoài ra, còn có Ngũ lão tiên ông huy động dân làng khai hoang, diệt trừ thú dữ và dựng Thụy Ứng quán thờ để cầu mong mưa thuận gió hòa, mùa màng bội thu. Sau này, Thụy Ứng quán được xây dựng mở rộng trở thành quần thể di tích mang tên gọi đền Đậu An như ngày nay.

### Cầu Bằng
Là cây cầu bắc qua sông, cũng là con kênh dẫn nước cho nông dân làm lúa và hoa màu. Cầu này cũng chứng kiến sự thảm sát của thực dân pháp với người dân thôn Nội Lễ. Cụ thể là năm 1953 khi lính pháp về tuần tra ở thôn Nội Lễ, như thường tình thì các Già làng ra tiếp đón ở cây cầu này, lính Pháp lã đạn giết chết gần chục người ở đây, sau đó còn vào làng giết chết thêm chục người dân nữa, có gia đình ko kịp chạy bị giết hết cả trẻ con và người già lính Pháp cũng không tha.